# Мандзий, Любомира Степановна
Любоми́ра Степа́новна Мандзи́й (укр. Любомира Степанівна Мандзій; 10 мая 1973, с. Опака, Дрогобычский район, Львовская область, УССР, СССР — 27 ноября 2021) — украинский политолог, преподаватель, государственный служащий, временно исполняющая обязанности министра образования и науки Украины с 25 марта по 25 июня 2020 года, кандидат политических наук (2003).

## Биография
Любомира Мандзий родилась 10 мая 1973 года в с. Опака Дрогобычского района Львовской области.
В 1990 году поступила на географический факультет Львовского государственного университета имени Ивана Франко, который окончила в 1995 году, получив профессию географа.
В 1998—2001 годах училась в аспирантуре Львовского национального университета имени Ивана Франко.
В 2001 году стала ассистентом кафедры политологии философского факультета Львовского национального университета имени И. Франко. С 2007 до августа 2016 года работала доцентом этой кафедры.
10 октября 2003 году во Львовском национальном университете имени И. Франко защитила диссертацию на соискание учёной степени кандидата политических наук на тему «Правящая политическая элита Украины: сущность и этапы становления» (специальность 23.00.02 — политические институты и процессы).
В 2008 году ей было присуждено учёное звание доцента.
В июле 2016 года победила в конкурсе на должность директора Департамента образования и науки Львовской областной государственной администрации. Заняла эту должность в августе 2016 года и находилась на ней до сентября 2019 года.
В июле 2019 года стала победительницей в конкурсе на должность начальника Управления Государственной службы качества образования в Львовской области, но проработала на этой должности всего 2 дня (с 9 по 10 сентября 2019 года).
11 сентября 2019 года она была назначена заместителем министра образования и науки Украины.
С 25 марта по 25 июня 2020 года была временно исполняющей обязанности министра образования и науки Украины.
Владела польским языком, на достаточном уровне владела английским языком.
Умерла 27 ноября 2021 года. Похоронена во Львове.

## Основные научные работы
1. Мандзій Л. С., Дащаківська О. Ю. Політична еліта: історія та теорія: навч. посіб. Львів: Вид. центр ЛНУ ім. І.Франка, 2009. 364 c. (укр.)
2. Мандзій Л. Особливості формування політичної еліти в Україні. Вісник Львів. ун-ту. Серія філософські науки.Львів, 2000. Вип. 2. С.189-194. (укр.)
3. Мандзій Л. Особливості формування політичної еліти в Республіці Польща і Україні в постсоціалістичний період. Вісник Львів. ун-ту. Серія міжнародні відносини. Львів, 2001. Вип. 6. С.23-28. (укр.)
4. Мандзій Л. Політичні еліти постсоціалістичних країн: проблеми методології дослідження. Вісник Львів. ун-ту. Серія філософські науки. Львів, 2002. Вип. 4. С.171-176. (укр.)
5. Мандзій Л. Методологія дослідження політичної еліти. Вісник Львівського університету. Серія філософсько-політологічні студії. 2012. Вип. 2. С. 115-121. (укр.)
6. Мандзій Л. Консенсус еліт як умова конституцієтворення в Україні. Humanitarian vision. 2015. Vol. 1, Num. 1. С. 21-26. (укр.)

## Награды
- Орден княгини Ольги III степени (21 августа 2020)[13]

## Семья
- Отец — Хомин Степан Васильевич (1945—2018), протоиерей Украинской православной церкви Московского патриархата, основатель и первый настоятель (1993—2018) церкви Петра и Павла в Жолкве, кавалер ордена «За заслуги» III степени (2009)[14].
- Мать — Хомин (Бинас) Надежда Петровна (род. 1954).
- Сестра — Коваль (Хомин) Вера Степановна (род. 1974), предприниматель.
- Муж — Мандзий Тарас Михайлович (род. 1973), банковский служащий.
- Сыновья — Мандзий Алексей Тарасович, журналист; Мандзий Тарас Тарасович, школьник.